# Tampa Bay Lightning
Los Tampa Bay Lightning (en español: Relámpago de la Bahía de Tampa) son un equipo profesional de hockey sobre hielo de los Estados Unidos con sede en Tampa, Florida. Compiten en la División Atlántico de la Conferencia Este de la National Hockey League (NHL) y disputan sus partidos como locales en el Amalie Arena.
El equipo fue fundado en 1992 y a lo largo de su historia los Lightining han ganado tres Stanley Cup, dos títulos de conferencia, un Trofeo de los Presidentes y cuatro títulos de división.

## Historia

### Primeros años
El origen de la franquicia se remonta a finales de la década de 1980, cuando la NHL anunció una futura expansión del campeonato a nuevas franquicias. Un grupo inversor con sede en la ciudad de Tampa liderado por los exjugadores Phil Esposito y su hermano Tony, que contaba con el respaldo económico de un consorcio japonés encabezado por la empresa Kokusai Green, consiguió una de las dos franquicias disponibles para comenzar a jugar a partir de la temporada 1992-93 (el otro fue Ottawa Senators). En los primeros años Phil Esposito se situó como presidente y director general, mientras que su hermano Tony Esposito pasó a ser ojeador, mientras que el primer entrenador contratado para dirigir al equipo fue Terry Crisp, anterior técnico de los Calgary Flames.
El debut de Tampa Bay fue el 7 de octubre de 1992 con una victoria ante Chicago Blackhawks por 7 goles a 3, y el club comenzó de manera sorprendente la temporada liderando durante el primer mes de competición su Conferencia. Sin embargo, su racha se resintió y los Lightning finalizaron la temporada en último lugar con un récord de 53 puntos, uno de los mejor mostrados por un equipo de expansión en su primera temporada. Además, destacaron las intervenciones de varios jugadores como Brian Bradley, con 42 goles. Durante sus cuatro primeros años el equipo no logró clasificarse para los playoff.
El debut de Lightning en los playoff se produjo en la temporada 1995-96 con un equipo liderado por Bradley, Alexander Selivanov y Roman Hamrlik. Ese año el equipo ofreció una buena sensación de juego y, a pesar de caer a las primeras de cambio en la fase final, consiguió convencer a los aficionados que llenaron el estadio. Uno de los partidos frente a Philadelphia Flyers en el Thunderdome albergó a 28.183 espectadores, la cifra más grande en un partido de la NHL que no fue superada hasta 2003 en Edmonton.

### Crisis de la franquicia
Durante los siguientes años se ficharía a nuevos jugadores y se produjo el traslado a un nuevo estadio, St. Pete Times Forum. Pero el club no consiguió clasificarse para los playoff durante siete años consecutivos. Muchos de los jugadores promesas de Tampa Bay se marcharon en 1998 y en ese mismo año Crisp fue despedido como entrenador, siendo reemplazado por Jacques Demers, que no pudo reconducir la mala racha de la franquicia, sumado a la retirada de varios jugadores importantes como Bradley o Puppa en los siguientes años. 
En 1998 saltó un escándalo de financiación del equipo, que registraba problemas económicos. La Internal Revenue Service investigó, a instancias de la NHL, a la empresa Kokusai Green y la situación económica de la franquicia, destapando un caso de financiación irregular en los Lightning. Más tarde se descubrió que el propietario de Kokusai Green, Takashi Okubo, nunca contactó con los hermanos Esposito o los comisionarios de la NHL en persona, dándose el caso de que ni siquiera llegara a visitar la ciudad de Tampa. La NHL determinó que Okubo debía vender el equipo, y este lo vendió al empresario Art Williams.
El nuevo propietario tuvo que hacer frente a una deuda de 102 millones de dólares y, al igual que Okubo, también mostraba pocos conocimientos sobre el deporte. Pero, con un carácter más extrovertido y visible que el de Okubo, Williams consiguió reflotar la franquicia, aportando un capital adicional para sacar al equipo adelante y asumiendo gran parte de la deuda, mientras que Demers asumió los cargos de director general y entrenador. Los siguientes años también fueron malos en resultados para el equipo, que quedó en las últimas posiciones, pero pudieron conseguir en el draft de 1999 a uno de los jugadores que más tarde se convirtió en referente para el equipo: Vincent Lecavalier.
Art Williams vendió en la primavera de 1999 el equipo a William Davidson, propietario también de un equipo de hockey de las ligas menores (Detroit Vipers) y los Detroit Pistons de la NBA, por 115 millones de dólares. El nuevo dueño contrató a Tom Wilson como presidente del club y encargado de las gestiones del equipo, que realizó una radical transformación en la franquicia contratando a Rick Dudley (Ottawa Senators) como director general y al entrenador del club que poseía Davidson en Detroit, Steve Ludzik, como su nuevo técnico. A pesar de que Ludzik realizó una serie de contrataciones basada en los mejores jugadores de Detroit Vipers, este no obtuvo éxito en cuanto a resultados encadenando la cuarta temporada del equipo con menos de 60 victorias. Sin embargo, el equipo gozó de dos buenas noticias: el despertar deportivo de Lecavalier y Brad Richards como estrellas de la NHL. Ludzik fue sustituido por Tortorella.

### Consecución de la Stanley Cup

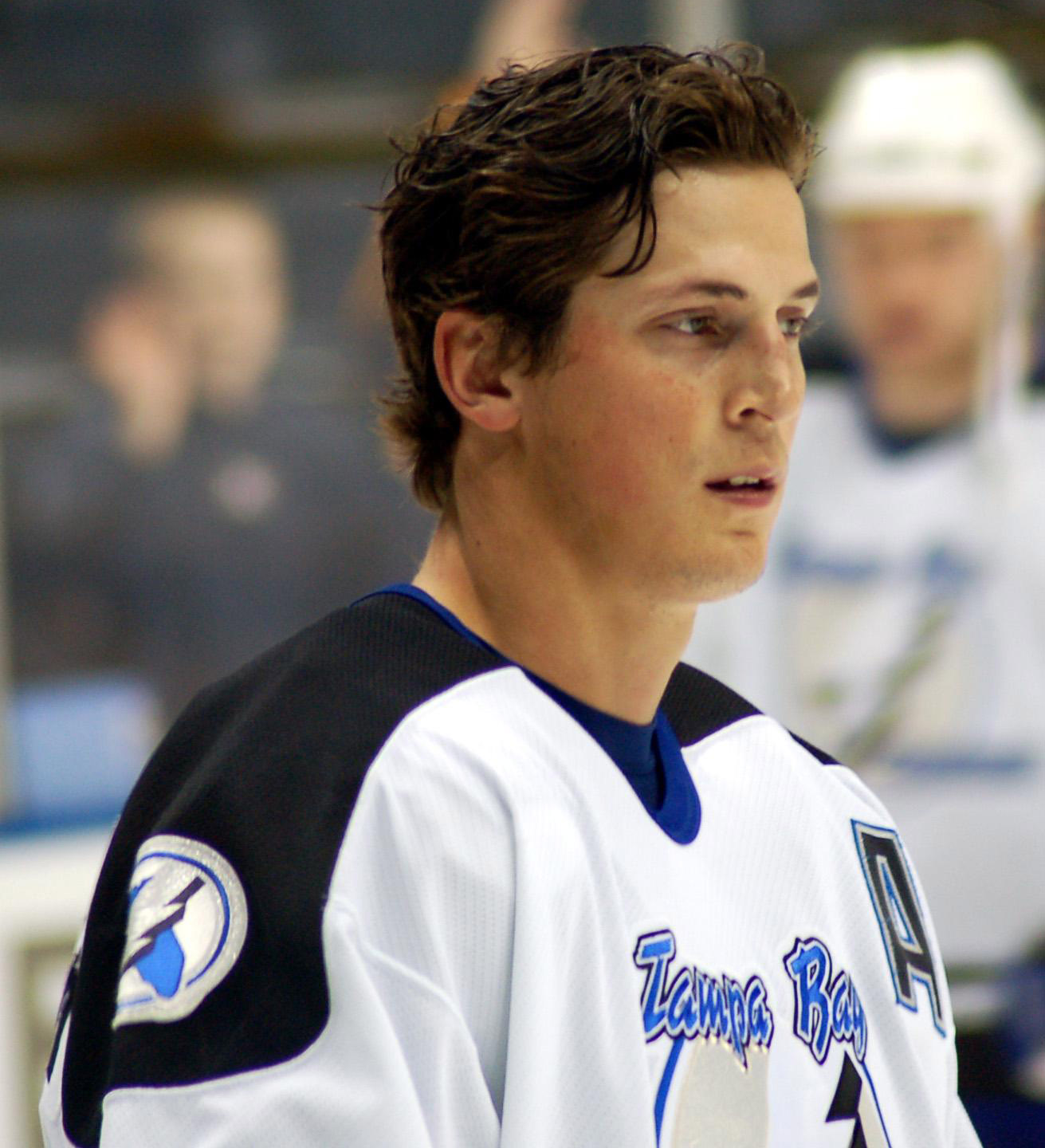
Lecavalier, capitán de los Lightning.

El desarrollo como jugadores de Lecavalier y Richards estuvo también acompañado por otros jugadores como St. Louis, Fredrik Modin, Ruslan Fedotenko y el portero Nikolai Khabibulin, con Dave Andreychuk como capitán. Este equipo lleno de jóvenes patinadores consiguió realizar una buena temporada en la campaña 2002-03, finalizando con 93 puntos la temporada y proclamándose campeones de División por solo un punto. Este resultado supuso no solo la ruptura de una mala racha del equipo, sino la recuperación de la credibilidad en la franquicia tras las turbulencias por los cambios de propietarios en los últimos años. Lightning llegó en la fase final hasta las semifinales de la Conferencia.
La temporada que culminó con el mejor resultado en la historia de la franquicia fue la 2003-04. El equipo terminó como campeón de su división y como el segundo mejor clasificado en su Conferencia, con 106 puntos. Tras vencer en la fase final a New York Islanders, Montreal Canadiens y Philadelphia Flyers, Tampa Bay se proclamó campeón de la Conferencia Este y consiguió llegar por primera vez a la final de la Stanley Cup, en la que se enfrentaron ante Calgary Flames. Tras una apretada ronda, los Lightning se impusieron en siete juegos con una victoria por 2-1 y vencieron el campeonato de esa temporada. Además, John Tortorella ganó el Premio Jack Adams al mejor entrenador y Martin St. Louis consiguió el Hart Memorial Trophy, el Premio Lester B. Pearson, y el Plus/Minus Award. El equipo no pudo defender su campeonato en la temporada 2004-05 debido a la huelga de jugadores, por lo que tuvieron que esperar a la 2005-06.

### Situación actual
El equipo continuó con los buenos resultados durante las dos temporadas posteriores a la huelga, quedando en segundo lugar de su División, y siendo eliminado posteriormente a las primeras de cambio en las rondas finales. Lightning fue de nuevo vendido a otro propietario, la empresa OK Hockey LLC, encabezada por el productor de cine Oren Koules. En la temporada 2007-08 regresaron a la mala racha de resultados, terminando como últimos de su división y perdiéndose los playoff.
En 2015 llegan a la final de la NHL enfrentándose a Chicago.

## Logo y equipación
El logotipo de los Lightning es un rayo, como indica el nombre de la franquicia, de color blanco sobre un círculo gris. El escudo mantiene el nombre de la ciudad, aunque en sus primeros años incluía toda la denominación, y ha sido el mismo desde su fundación aunque con ligeros retoques.
La equipación del club es de color azul marino (casa) y blanco (fuera).

## Palmarés
Stanley Cup
- 2003-04, 2019-20, 2020-21

Prince of Wales Trophy
- 2003-04, 2014-15, 2019-20, 2020-21

Art Ross Trophy
- Martin St. Louis: 2003-04

Bill Masterton Memorial Trophy
- John Cullen: 1998-99

Conn Smythe Trophy
- Brad Richards: 2003-04

Lester B. Pearson Award
- Martin St. Louis: 2003-04

Hart Memorial Trophy
- Martin St. Louis: 2003-04

Jack Adams Award
- John Tortorella: 2003-04

Lady Byng Memorial Trophy
- Brad Richards: 2003-04

NHL Plus/Minus Award
- Martin St. Louis: 2003-04

Maurice "Rocket" Richard Trophy
- Vincent Lecavalier: 2006-07

## Curiosidades
- Tampa Bay fue el primer equipo donde jugó una mujer, Manon Rhéaume, aunque ésta solo disputó dos partidos de exhibición durante la pretemporada.